# Clube Desportivo Macaé Sports
Clube Desportivo Macaé Sports est un club brésilien de volley-ball fondé en 1998 et basé à Macaé, évolue au plus haut niveau national (Superliga feminina).

## Historique
- Petrobras/Macaé (1998-2001)
- Macaé/Nuceng (2001-2003)
- Macaé Sports (2003-2005)
- Oi/Macaé (2005-2006)
- Cimed/Macaé (2006-2007)
- Macaé Sports (2007-2012)

## Effectifs

### Saison 2011-2012
Entraîneur : Jaílson de Andrade Silva  Brésil